# Kohren-Sahlis
Kohren-Sahlis è una frazione della città di Frohburg in Sassonia, Germania.
Appartiene al circondario (Landkreis) di Lipsia (targa L).
Già città autonoma, a partire dal 1º gennaio 2018 è stata incorporata nella città di Frohburg.